# Vagnhärads SK
Vagnhärads Sportklubb är en idrottsklubb som startades 1921. Numera finns endast fotboll på programmet. Sedan 2006 har herrlaget spelad i Division 3 östra Svealand eller Division 4 Sörmland. Klubben saknar numera ett damlag.
Vagnhärads SK är moderklubb för den tidigare landslagsspelaren i fotboll och innebandy Minna Heponiemi och den tidigare juniorlandslagspelaren Niklas Hansson, som spelade i Malmö FF.

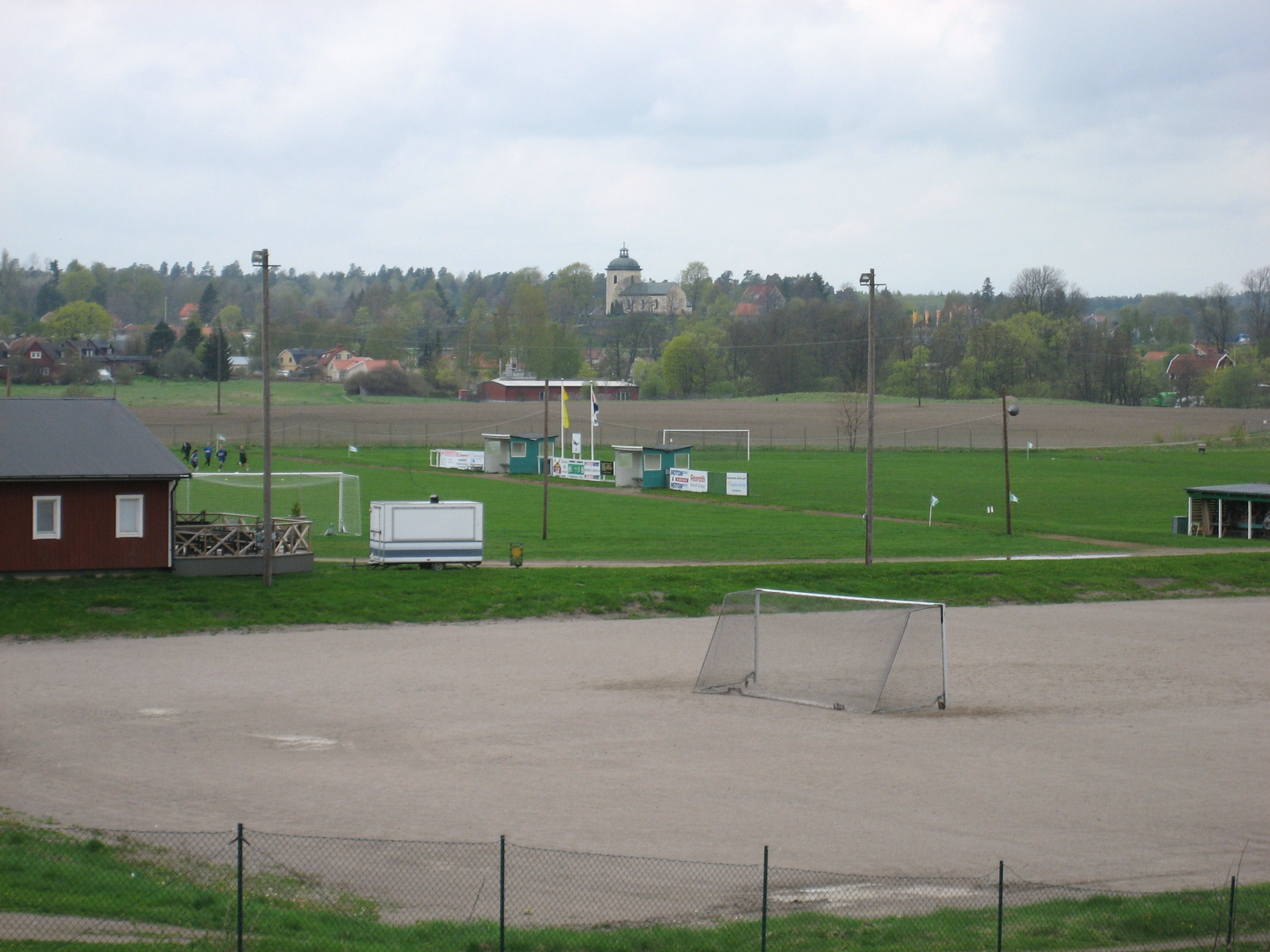
Häradsvallen.

Klubben var i oktober 2007 värd för Brasiliens landslag i samband med en landskamp mot mot Ghana på Råsunda stadion. Efter tidigare stökigheter kring brasilianernas träningar valde Svenska Fotbollförbundet att flytta träningarna till Häradsvallen i Vagnhärad.

## Fotnoter
1. ↑  Sjöberg, Daniel (27 mars 2007). ”Estádio da Vagnhärad”. Sportbladet, Aftonbladet. http://www.aftonbladet.se/sportbladet/fotbollsbladet/article417143.ab. Läst 19 december 2009.
2. ↑  ”Stängd hemlig träning i Vagnhärad”. Sveriges Television. 27 mars 2007. Arkiverad från originalet den 25 maj 2012. https://archive.is/20120525002142/http://svt.se/2.21531/1.792857/stangd_hemlig_traning_i_vagnharad. Läst 19 december 2009.
3. ↑  Moustakakis, Maria och Peterson, Jimmy (26 mars 2007). ”Publikkaos förde brassar till Vagnhärad”. DN Sport. http://www.dn.se/sport/fotboll/publikkaos-forde-brassar-till-vagnharad-1.658800. Läst 30 november 2010.